# NGC 7698
NGC 7698 ist eine Linsenförmige Galaxie vom Hubble-Typ S0 im Sternbild Pegasus nördlich der Ekliptik. Sie ist schätzungsweise 322 Millionen Lichtjahre von der Milchstraße entfernt und hat einen Durchmesser von etwa 95.000 Lichtjahren. 
Das Objekt wurde am 26. September 1883 von Édouard Stephan entdeckt.